# 乔哈尔 (索马里)
喬哈爾（索馬里語：、阿拉伯语：‎）是東非國家索馬里的城鎮，也是中謝貝利州的首府，位於首都摩加迪沙以北90公里，海拔高度100米，面積100平方公里，該鎮北部有機場設施，2010年人口約62,000。

## 外部連結
- Article with photos on a 2005 visit to 'Villaggio Duca degli abruzzi' and areas of former Italian Somalia (in italian) （页面存档备份，存于）